# Gavin James
Gavin Wigglesworth (Dublín, 5 de julio de 1991), conocido como Gavin James, es un cantante y compositor irlandés. Después de salir de la escuela secundaria, James empezó a realizar actuaciones musicales en bares y hoteles de Dublín, y después de conocer a un productor empezó a grabar música. En 2012 lanzó su extended play (EP) debut, Say Hello, que tuvo un éxito moderado en Irlanda; el tema homónimo al disco ganó el premio canción del año en los Choice Music Prize de 2013. En 2015 firmó un contrato con Capitol Records y, después de actuar como telonero para conciertos de Sam Smith y Ed Sheeran, empezó a ganar fama en varios países. En noviembre de 2015 publicó su álbum debut, Bitter Pill, en los mercados musicales irlandeses y tuvo éxito al situarse en la posición 5 de la lista de álbumes irlandesa. En marzo de 2016 Bitter Pill fue lanzado en los mercados internacionales.

## Biografía

### Infancia y comienzos artísticos
Gavin James nació el 5 de julio de 1991 en la ciudad de Dublín en Irlanda como Gavin Wigglesworth. Creció en un suburbio de su ciudad natal, en un entorno musical; su padre era un aficionado a los discos de Bob Dylan, Cat Stevens, entre otros, y su hermana Emma, quien forma parte del Dublin Gospel Choir, solía cantar en casa desde que él era un niño. Sus bisabuelos maternos fueron cantantes de ópera irlandesa. Hijo de Gerard y Phil; su padre trabajó como cartero. Además de Emma, él tiene un hermano, quien es un profesional. Él comenzó a tocar la guitarra a los ocho años y durante su adolescencia regularmente realizó presentaciones musicales en el cobertizo del jardín en su casa con versiones de temas de Jimi Hendrix y Led Zeppelin.
En 2008 se unió a una banda de música pop y rock llamada The Problematic con dos compañeros, cuya primera puesta en escena la llevaron a cabo en una pista de patinaje. Ellos tocaban versiones de canciones de artistas y banda como AC/DC y Johnny B. Goode. Con el tiempo la agrupación se desintegró; sin embargo, James decidió continuar con sus actividades musicales como un solista. Así cuando culminó la escuela secundaria en 2008 empezó a realizar actuaciones musicales en bares del área de Temple Bar en Dublín, a menudo actuaba siete noches a la semana, su repertorio consistía en canciones de populares de artistas como Sam Cook y Frank Sinatra, y de su autoría. Él también llevó a cabo presentaciones en hoteles de dicha ciudad para turistas. James comenta que cuando comenzó a realizar conciertos en esos bares ni siquiera contaba con cinco espectadores, pero con el tiempo se volvió muy popular entre los que visitaban la zona; calcula que asistían alrededor de seiscientas personas. Cuenta que empezó a ser notorio en este sector de la ciudad a partir de su canción «Two Hearts». Pero a pesar de obtener buenos ingresos renunció a sus trabajos para enfocarse en una carrera artística. Él llamó la atención de Edison Waters, y empezaron a producir música.

### Inicios de su carrera musical yBitter Pill(2012-16)
En noviembre de 2012 James lanzó su extended play (EP) debut Say Hello en Irlanda a través del sello independiente Believe Recordings. El tema homónimo al álbum tuvo un éxito en las estaciones de radio irlandesas y en 2013 ganó el galardón canción del año en la ceremonia de premiación Choice Music Prize. En octubre de 2013 salió a la venta su segundo EP, Remember Me, que fue catalogado por el crítico Woodward Huw, de Renowned for Sound, como un «EP agradable»; también elogió la habilidad de James como compositor, guitarrista e intérprete y, en el tema del mismo nombre del EP, encontró similitudes con obras de la banda británica Mumford & Sons.
En septiembre de 2014 conoció a Ed Sheeran en un bar de Dublín llamado Ruby Sessions mientras hacía una presentación en la noche de micrófono abierto. James captó la atención de Sheeran, quien para apoyarlo compartió un tuit animando a los sellos discográficos a firmar un acuerdo editorial con James, alabándolo como un «gran talento» musical del cual se estaban «perdiendo». Después de la publicación del tuit, varias casas discográficas se pusieron en contacto con el artista; James firmó un acuerdo con Sony para la distribución de sus obras en Europa y un acuerdo mundial con Warner Bros. A finales de 2014 James puso en venta su primer álbum en directo Live at Whelans a través de Warner Music Ireland que consta de doce temas. El álbum se situó entre las primeras veinte posiciones de la lista de álbumes irlandeses, en la número 35 de la lista de álbumes neerlandés, y en el puesto 70 de la lista de álbumes de la región Valona de Bélgica. Después de que el gerente ejecutivo Steve Barnett, de Capitol Records, escuchara el álbum Live at Whelans se puso en contacto con el intérprete y para inicios de enero de 2015 concretaron un acuerdo de grabación en Londres, a principios de enero de 2015, y puso en venta el sencillo «The Book of Love» —una canción original del álbum 69 Love Songs (1999) de la banda The Magnetic Fields— que incluyó en su álbum en vivo Live at Whelans (2014).
El 6 de abril de 2015 James hizo su debut en la televisión estadounidense en el programa Dancing with the Stars, de ABC, con el tema «The Book of Love», y lanzó su tercer EP For You. James actuó como telonero de Kodaline en veintiún conciertos de su gira por Norteamérica, que inició el 15 de abril y culminó el 19 de mayo de 2015 en Columbus, Ohio. En mayo, el artista volvió a interpretar «The Book of Love» en The Late Late Show with James Corden. El 27 de junio de 2015 James actuó como telonero de Taylor Swift en su espectáculo en el Hyde Park de Londres, como parte de la gira The 1989 World Tour, y el 24 de julio de 2015 fue el acto de apertura de un concierto de Ed Sheeran en el Croke Park de Dublín. Él actuó como telonero de varios conciertos de la primera gira musical de Sam Smith, In the Lonely Hour Tour, en julio, agosto y octubre de 2015 por Norteamérica. James reconoce que a partir de sus actuaciones en conciertos de Smith y Sheeran empezó a ganar popularidad en varios países. Él fue telonero de conciertos de Lianne La Havas, Beth Orton, Tori Kelly y Marina & the Diamonds.
En septiembre de 2015 el intérprete publicó los sencillos «Bitter Pill» y «22». La compañía Feel Good, que dirigió el vídeo de «Take Me to Church» de Hozier, se encargó de realizar el de «22», que hace referencia al acoso escolar que sufrió el artista, por lo que Lauren Murphy, articulista de Entertainment.ie, encontró similitudes con el vídeo de «Take Me to Church» de Hozier. El 20 de noviembre de 2015 James lanzó su álbum de estudio debut Bitter Pill en Irlanda; en parte producido Fraser T. Smith, conocido por trabajar con artistas como Adele. El disco tuvo un éxito moderado al obtener la posición 5 de la lista de álbumes irlandesa, y en reconocimiento a sus ventas en Irlanda la Irish Recorded Music Association (IRMA) lo certificó platino. En los Choice Music Prize de 2016 James ganó el galardón canción del año por «Bitter Pill», y estuvo nominado al álbum del año por el disco del mismo nombre, Bitter Pill, respectivamente. A inicios de noviembre de 2015 James se embarcó en una gira musical por Europa y Norteamérica, y culminó a mediados de febrero de 2016 en Reino Unido.
Para 2016, varias revistas y Spotify incluyeron a James en sus listas de los artistas nuevos más prominentes que el público debería vigilar durante dicho año. Entre el 29 de febrero y el 1 de abril de 2016 James actuará como telonero para Ben Rector por los Estados Unidos en su gira The Brand New Tour. Su álbum debut Bitter Pill, que se publicó a finales de noviembre de 2015 en Irlanda, fue lanzado a los mercados internacionales el 11 de marzo de 2016 mediante el sello discográfico Capitol, en 2017 colabora con el Dj Noruego Alan Walker en el sencillo Tired

## Arte

### Influencias
A una temprana edad comenzó a escuchar discos de pop clásico que sus familiares tenían en casa, entre los artistas que oía se encontraban Bob Dylan y Cat Stevens. Él recuerda que su adolescencia solía ir a conciertos con su padre; al primer espectáculo musical al que asistió fue de Velvet Revolver, en el teatro Point en Dublín. James es un entusiasta de Sam Smith por sus capacidades vocales y, afirma haberse inspirado en sus técnicas vocales para sus actuaciones musicales. También ha tomado como ejemplo las destrezas de Ed Sheeran como compositor para escribir sus canciones.

## Discografía
| Fecha de lanzamiento    | Título      | Ventas  | Lista musical |
| Fecha de lanzamiento    | Título      | Irlanda | IRL           |
| ----------------------- | ----------- | ------- | ------------- |
| 20 de noviembre de 2015 | Bitter Pill | —       | 5             |

## Giras musicales
Telonero
- x Tour de Ed Sheeran (en el Croke Park de Dublín en 2015)
- In the Lonely Hour Tour de Sam Smith (por Norteamérica en 2015)